# Савинская (Тигинский сельсовет)
Савинская — деревня в Вожегодском районе Вологодской области.
Входит в состав Тигинского сельского поселения, с точки зрения административно-территориального деления — в Тигинский сельсовет.
Расстояние по автодороге до районного центра Вожеги — 24 км, до центра муниципального образования Гридино — 4 км. Ближайшие населённые пункты — Коневка, Щеголиха, Малая, Пожар, Петровка, Левинская.
По переписи 2002 года население — 91 человек (42 мужчины, 49 женщин). Преобладающая национальность — русские (99 %).
Из легенд:
13 дом.
21 дом.
17 опп